# Мартіг (футбольний клуб)
«Мартіг» (фр. FC Martigues) — французький футбольний клуб з однойменного міста, заснований в 1921 році. Домашні матчі проводить на «Стад Франсіс Туркан».
В середині 90-х років 20-го століття «Мартіг» грав у вищому французькому дивізіоні. Всього у елітному дивізіоні «Ангулем» провів 3 сезони, останнім з яких став сезон 1995/96. Найкращий результат клубу в чемпіонатах Франції — 11 місце в сезоні 1994/95. У 2003 році клуб втратив професіональний статус і з того часу виступає в нижчих регіональних аматорських лігах.

## Історія
Клуб був заснований 1921 і став виступати у нижчих дивізіонах країни. У 1970-ті роки клуб отримав професіональний статус і став виступати у другому дивізіоні, а у сезоні 1992/93 виграв його і вперше вийшов до вищого французького дивізіону, де виступав наступні три сезони до 1995 року, після чого вилетів з вищого дивізіону. В подальшому команда виступала виключно у нижчих французьких лігах.

## Відомі гравці
- Алі Бенарбія
- Джамель Бельмаді
- Томаш Франковський
- Любомир Луговий
- Ерік Кантона
- Андре-П'єр Жиньяк
- Руді Гарсія
- Жан-Марк Феррері
- Ерік Ді Меко